# Uwarowicze
Uwarowicze (biał. Уваравічы, także Uwarawicze) – osiedle typu miejskiego na Białorusi w rejonie buda-koszelewskim obwodu homelskiego, ok. 2,5 tys. mieszkańców (2010), położone 21 km od Budy Koszelewskiej.

## Historia
Wieś królewska położona była w końcu XVIII wieku w starostwie niegrodowym homelskim w powiecie rzeczyckim województwa mińskiego.
Podczas okupacji hitlerowskiej, jesienią 1941 roku Niemcy utworzyli getto dla żydowskich mieszkańców. Przebywało w nim około 700 osób. 15 listopada 1941 roku Niemcy zlikwidowali getto, a Żydów zamordowali. 